# Martial Courcier
Martial Courcier est un comédien, auteur et metteur en scène français. Il a écrit L'opposé du contraire, Plus vraie que nature, Crise de mères et Les petits contretemps.
Il a joué entre autres dans L'opposé du contraire, Le déclin de l'empire américain ou Amour et chipolatas.

## Filmographie
2023 : L'amour ouf de Gilles Lelouch: Le procureur.
- 2021 : OSS 117 : Alerte rouge en Afrique noire de Nicolas Bedos : Jean-Loup
- 2020 : Série Mixte saison 1 : Raymond Meyer
- 2008 : L'Ennemi public n°1 de Jean-François Richet : Schayewsky
- 2007 : Ma vie n'est pas une comédie romantique : Klingon
- 2003 : Je reste ! : Le pervers du cinéma
- 2005 : Meurtrières de Patrick Grandperret : le chauffeur de taxi
- 2001 : Ma femme est une actrice : Journaliste
- 2001 : Absolument fabuleux : Flic 1
- 1999 : Astérix et Obélix contre César : Sentinelle gauloise
- 1997 : Le Pari

## Théâtre

### Auteur
- 2001 : Plus Vraie que Nature, mise en scène Didier Caron, Véronique Barrault, Théâtre du Splendid Saint-Martin

### Comédien
- 2011 : De filles en aiguilles de Robin Hawdon, mise en scène Jacques Décombe,   Théâtre de la Michodière